# Madeleine Alves
Madeleine Alves (Bragança Paulista, 25 de março de 1966)  é uma radialista, apresentadora de TV  e jornalista brasileira.

## Biografia
Formada pela Faculdade de Comunicação Social Cásper Líbero, iniciou sua carreira profissional com 13 anos de idade, na Rádio Cultura de Bragança Paulista. Com 15 anos tinha seu primeiro programa de rádio, "Viva a Música", em que atuava como apresentadora e produtora. Em 1984, já estudante de jornalismo na PUC de Campinas, trabalhou na rádio Central de Campinas como repórter e na rádio Independência de Valinhos.
Apresentou em Campinas uma eliminatória do Festival Universitário de MPB promovido e transmitido pela TV Cultura de São Paulo e foi contratada pela Rádio Cultura, emissora da Fundação Padre Anchieta, em 1985. Apresentou vários programas nas rádios Cultura AM e FM.
Em 1987, passou a acumular a função de apresentadora de telejornais - Primeira Edição, Jornal da Cultura, Diário Paulista, entre outros. Durante nove anos, apresentou o telejornal 60 minutos. Trabalhou também como locutora na rádio Eldorado FM e como professora no curso de telejornalismo do Senac São Paulo. 
Atualmente, é editora e locutora da rádio Cultura FM.